# William Ernest Henley
Pour les articles homonymes, voir Henley.
William Ernest Henley (né le 23 août 1849 à Gloucester et mort le 11 juillet 1903 à Woking) est un poète, critique littéraire et éditeur britannique. Il est principalement connu pour son poème Invictus.

## Biographie
Il a reçu une éducation non religieuse à The Crypt School (en). Atteint d'une tuberculose osseuse à l'âge de 12 ans, il dut subir une amputation de son pied gauche à mi-jambe à l'âge de 25 ans. L'écrivain Robert Louis Stevenson, dont il était l'ami, s'inspira de son handicap pour décrire le personnage de Long John Silver, le fameux pirate de son roman d'aventures L'Île au trésor. Henley et Stevenson collaborèrent d'ailleurs à l'écriture de plusieurs pièces de théâtre :
- Robert Macaire
- Admiral Guinea
- Beau Austin
- Deacon Brodie

En 1875, il écrit de son lit d'hôpital le fameux poème Invictus dont le titre latin signifie « Invaincu ». Il disait lui-même qu'il avait écrit ce poème comme une démonstration de sa résistance à la douleur qui suivit son amputation du pied. Ce poème fut l'objet de nombreuses citations.
Il a été très critiqué par l'Église  pour ce poème[réf. souhaitée], notamment pour les deux derniers vers, les plus fréquemment cités :
« Je suis le maître de mon destin

Je suis le capitaine de mon âme. »

## Œuvres
Il a écrit notamment Invictus en 1875.